# Janusz Różycki
Janusz Różycki (Varsovia, 10 de mayo de 1939) es un deportista polaco que compitió en esgrima, especialista en la modalidad de florete.
Participó en dos Juegos Olímpicos de Verano en los años 1960 y 1964, obteniendo una medalla de plata en Tokio 1964 en la prueba por equipos. Ganó cuatro medallas en el Campeonato Mundial de Esgrima entre los años 1961 y 1965.

## Palmarés internacional
| Juegos Olímpicos   | Juegos Olímpicos         | Juegos Olímpicos  | Juegos Olímpicos    |
| Año                | Lugar                    | Medalla           | Prueba              |
| ------------------ | ------------------------ | ----------------- | ------------------- |
| 1964               | Tokio (Japón)            | Medalla de plata  | Florete por equipos |
| Campeonato Mundial |                          |                   |                     |
| Año                | Lugar                    | Medalla           | Prueba              |
| 1961               | Turín (Italia)           | Medalla de bronce | Florete por equipos |
| 1962               | Buenos Aires (Argentina) | Medalla de bronce | Florete por equipos |
| 1963               | Danzig (Polonia)         | Medalla de plata  | Florete por equipos |
| 1965               | París (Francia)          | Medalla de plata  | Florete por equipos |